# Haplochernes warburgi
Haplochernes warburgi es una especie de arácnido  del orden Pseudoscorpionida de la familia Chernetidae.

## Distribución geográfica
Se encuentra en Indonesia y Sri Lanka.